# Junta de Gobierno de Chile (1973-1990)
La Junta Militar de Gobierno, también conocida como Junta Militar o simplemente como Junta de Gobierno, fue un organismo que, de facto, asumió el poder público en Chile mediante el Golpe de Estado del 11 de septiembre de 1973. Primero desempeñó el «mando supremo de la nación» y, posteriormente, ejerció solo las funciones constituyente y legislativa. Se mantuvo en funciones hasta el 11 de marzo de 1990.[cita requerida]
Al constituirse, estuvo integrada por el comandante en jefe del Ejército, Augusto Pinochet, el comandante en jefe de la Fuerza Aérea Gustavo Leigh Guzmán, el comandante en jefe de la Armada, José Toribio Merino, y por el general director de Carabineros, César Mendoza Durán (los dos últimos asumieron los cargos en sus respectivas instituciones en el marco del golpe de Estado). La presidencia de la Junta operaba bajo el principio primus inter pares y era designada sobre la base de la antigüedad institucional de las cuatro ramas castrenses integrantes: Ejército (1603), Armada (1817), Carabineros (1927) y Fuerza Aérea (1930).[cita requerida]
En 1978 el general Gustavo Leigh fue destituido por los demás integrantes de la Junta Militar y reemplazado por Fernando Matthei, nombrado comandante en jefe de la Fuerza Aérea, que pasó a integrar por tanto la Junta. En 1985 el general César Mendoza renunció a la Dirección de Carabineros, siendo reemplazado por el general Rodolfo Stange, que en consecuencia pasó a ser miembro de la Junta.[cita requerida]
Desde 1981 el general Pinochet dejó de ser miembro de la Junta, de acuerdo a la Constitución de 1980, la cual estableció en sus normas transitorias que, atendido que ejercería como presidente de la República, no la integraría y lo haría en su lugar, como miembro titular de la junta, el oficial General de Armas del Ejército que le siguiera en antigüedad (aunque podía reemplazar a dicho integrante en cualquier momento, por otro oficial general siguiendo el orden de antigüedad); en aplicación de dichas normas, fueron miembros de la Junta, en representación del Ejército, los Tenientes Generales César Benavides (1981-1985), Julio Canessa Robert (1985-1986), Humberto Gordon (1986-1988), Santiago Sinclair (1988-1990) y Jorge Lucar (1990). Además, en 1990, poco días antes del retorno a la democracia, José Toribio Merino fue sucedido por Jorge Martínez Busch, como comandante en jefe de la Armada y, por ende, como miembro de la Junta.[cita requerida]

## Etapas de la Junta Militar de Gobierno

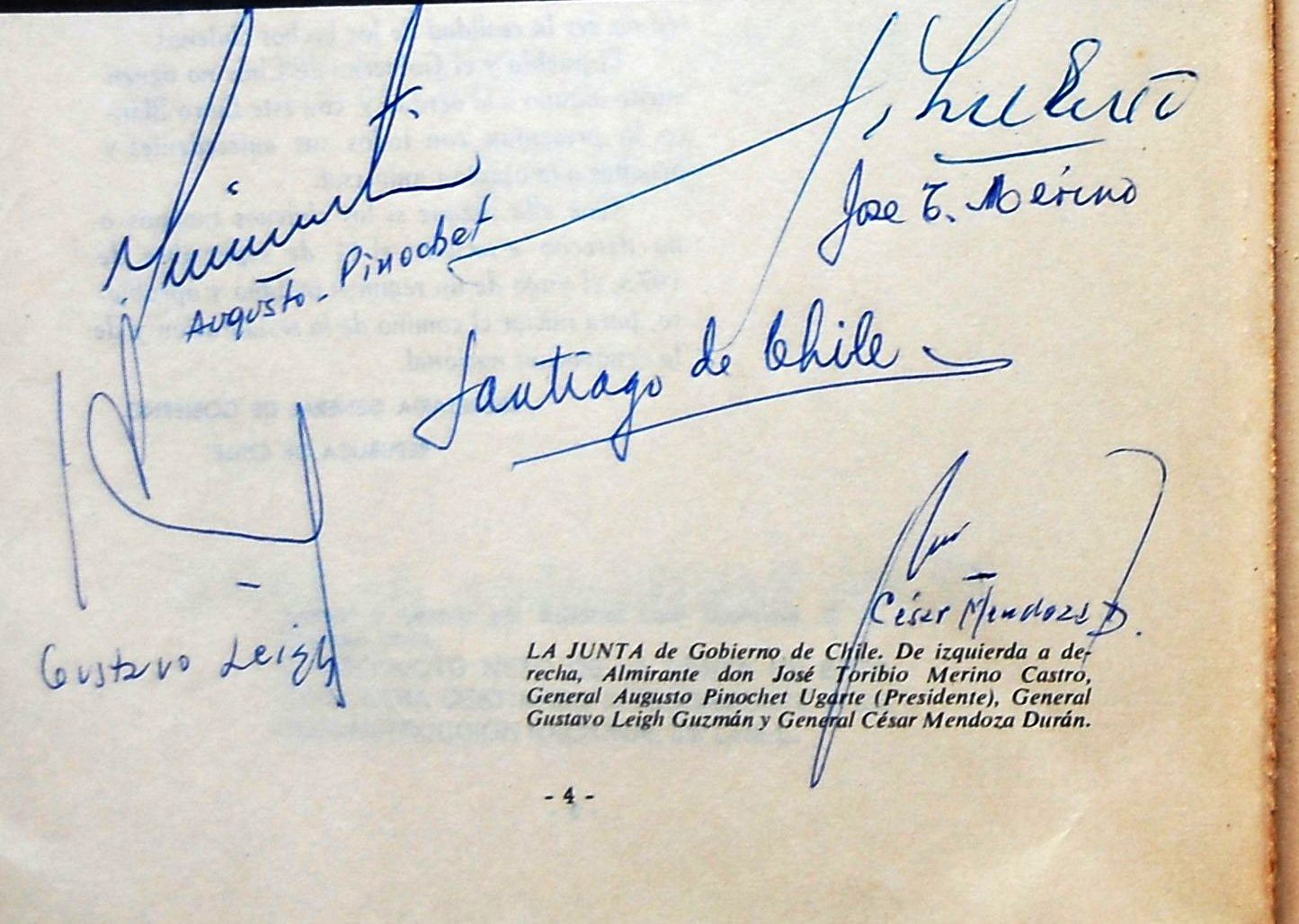
Firmas de los integrantes de la Junta Militar en el Libro blanco del cambio de gobierno en Chile.

### 11 de septiembre de 1973
El Decreto Ley N.º 1, suscrito por los cuatro integrantes de la junta de gobierno y fechado el mismo día del golpe, expresaba en sus considerandos que "la Fuerza Pública representa la organización que el Estado se ha dado para el resguardo de su integridad física y moral" y que "su misión suprema es la de asegurar [...] la supervivencia de dichas realidades y valores".
En su parte resolutiva establecía que los Comandante en Jefe de las Fuerzas Armadas y el general director de carabineros "se constituyen en Junta de Gobierno" y "asumen el mando supremo de la Nación con patriotismo compromiso de restaurar la chilenidad, la justicia y la institucionalidad quebrantadas, conscientes de que ésta es la única forma de ser fieles a las tradiciones nacionales, al legado de los padres de la Patria y a la historia de Chile, y de permitir que la evolución y el progreso del país se encaucen vigorosamente por el camino en que la dinámica de los tiempos actuales exigen a Chile en el concierto internacional de que forma parte" (N.º 1) y "designan al General de Ejército don Augusto Pinochet como Presidente de la Junta" (N.º 2), por ser el Comandante en Jefe de la rama más antigua de las Fuerzas Armadas.
Al día siguiente, la Junta dispuso en el Decreto Ley N.º 9 que los decretos supremos podrían llevar la sola firma del Presidente de la Junta de Gobierno, precedida de la mención "Por la Junta de Gobierno" y la firma del Ministro del ramo.

### 1973-1981

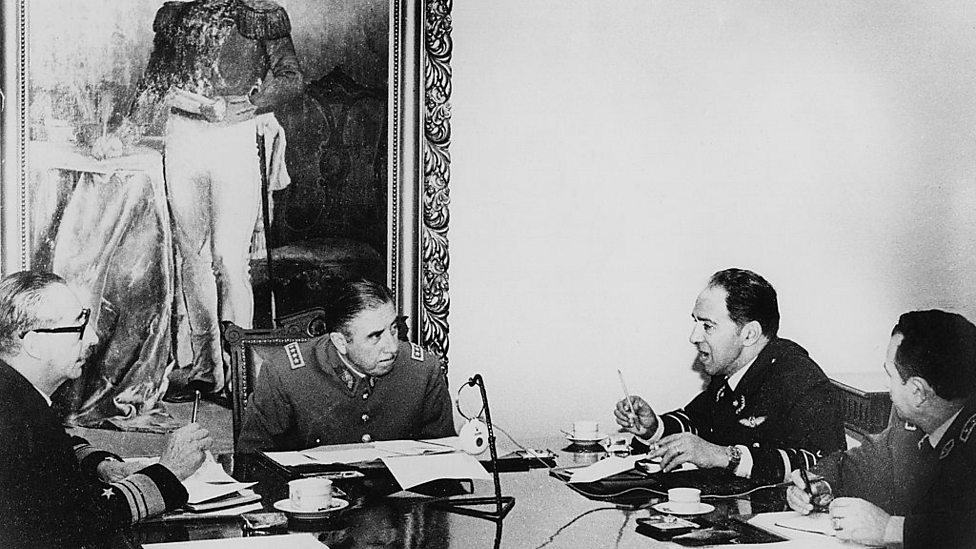
La Junta Militar de Gobierno en 1973. De izquierda a derecha, Almirante José Toribio Merino Castro, General Augusto Pinochet Ugarte (presidente), General Gustavo Leigh Guzmán y General César Mendoza Durán.

El 12 de noviembre de 1974, mediante el Decreto Ley N.º 128, se aclaró el sentido y alcance del artículo 1.º del Decreto Ley N.º 1, en cuanto expresaba que la Junta había asumido el "Mando Supremo de la Nación", señalando que dicha asunción suponía "el ejercicio de todas las atribuciones de las personas y órganos que componen los Poderes Legislativos y Ejecutivo, y en consecuencia el Poder Constituyente que a ellos corresponde".
Este documento, base jurídica del ejercicio del poder de la junta, establecía que ella había asumido desde el 11 de septiembre "el ejercicio de los Poderes Constituyente, Legislativo y Ejecutivo" y afirmaba que el "Poder Judicial ejercerá sus funciones en la forma y con la independencia y facultades que señale la Constitución Política del Estado". Además indicaba que el ordenamiento jurídico contenido en la "Constitución y en las leyes de la República continúa vigente mientras no sea o haya sido modificado".
Dispuso que el poder constituyente y legislativo, serían ejercidos "mediante decretos leyes con la firma de todos sus miembros y, cuando estos lo estimen conveniente, con la de él o los Ministros respectivos" y el poder ejecutivo "mediante decretos supremos y resoluciones, de acuerdo con lo dispuesto en el decreto ley N.º 9".
El texto del proyecto de este decreto ley fue sometido previamente a la Comisión Ortúzar, donde surgió un debate sobre la referencia al poder constituyente contenida en él. El comisionado Silva Bascuñán argumentó que no era procedente tal distinción, pues el ordenamiento nacional se encontraba en un "proceso de desconstitucionalización de las normas constitucionales, las cuales han pasado a tener vigencia en el mismo grado que las leyes ordinarias.".
El 24 de julio de 1978, el general Gustavo Leigh fue destituido por los demás integrantes de la junta, declarándolo imposibilitado para ejercer sus funciones, y reemplazado por Fernando Matthei, quien asumió la comandancia de la Fuerza Aérea.
El 2 de agosto de 1985, el general César Mendoza renunció a la Dirección de Carabineros, siendo reemplazado por el general Rodolfo Stange, que pasó a integrar por tanto la Junta.

### 1981-1990

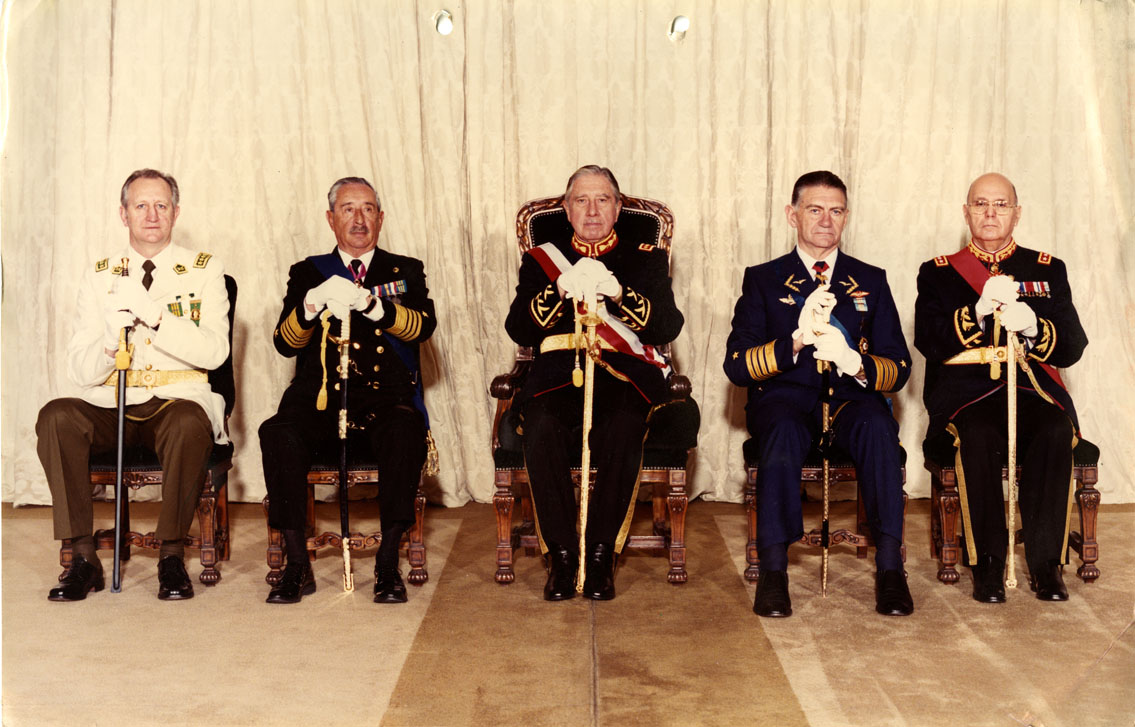
Junta Militar de Gobierno en 1985, de izquierda a derecha: Rodolfo Stange Oecklers, José Toribio Merino Castro, Augusto Pinochet Ugarte, Fernando Matthei Aubel, César Benavides Escobar.

Conforme a las disposiciones transitoria de la Constitución de 1980, la Junta de Gobierno permanecería integrada por los Comandantes en Jefe del Ejército, de la Armada y de la Fuerza Aérea, y por el General Director de Carabineros. Se regirían por las normas propias que regularan su funcionamiento interno y tendría las atribuciones que se señalaran en las disposiciones transitorias correspondientes de la Constitución
Sin embargo, dado que Augusto Pinochet, comandante en jefe del ejército, de acuerdo con el inciso primero de la disposición transitoria decimocuarta de la Constitución asumió la presidencia de la República, no integró la Junta de Gobierno y se dispuso que en su lugar, como miembro titular, lo haría el Oficial General de Armas del Ejército que le siguiera en antigüedad; con todo, podía reemplazar a dicho integrante en cualquier momento, por otro Oficial General de Armas de su institución siguiendo el orden de antigüedad.
En aplicación de esta disposición, el Ejército estuvo representado en la Junta por los Tenientes Generales César Benavides (1981-1985), Julio Canessa Robert (1985-1986), Humberto Gordon (1986-1988), Santiago Sinclair (1988-1990) y Jorge Lucar (1990).
Presidía la Junta de Gobierno el miembro titular de ella que tuviere el primer lugar de precedencia. El orden de precedencia de los integrantes de la Junta de Gobierno era, inicialmente, el siguiente: el comandante en jefe del Ejército; el comandante en jefe de la Armada; el comandante en jefe de la Fuerza Aérea, el general director de Carabineros. Sin embargo, se alteró el orden de precedencia antes establecido, por el ejercicio de la presidencia por Augusto Pinochet, por lo cual el integrante de la Junta en representación del Ejército ocupó el cuarto orden de precedencia.
Durante el periodo 1981-1990 el almirante José Toribio Merino ostentó la presidencia de la Junta Militar, como comandante en jefe de la Armada. Asimismo, las labores de la Junta se desarrollaron en el Edificio Diego Portales, pues el 11 de marzo de 1981 el poder ejecutivo trasladó sus oficinas al Palacio de La Moneda, restaurado tras el bombardeo ocurrido durante el Golpe de Estado de 1973.
El 11 de marzo de 1990 la Junta Militar se autodisolvió con motivo del retorno a la democracia, cuando Patricio Aylwin asumió como presidente de la República y el Congreso Nacional fue reinstalado, iniciando su XLVIII Período Legislativo.

#### Atribuciones
De acuerdo a la disposición transitoria decimoctava de la Constitución de 1980, durante este periodo (1981-1990), la Junta de Gobierno tenía las siguientes atribuciones exclusivas:
- Ejercer el poder constituyente sujeto siempre a aprobación plebiscitaria, la que debía llevarse a efecto conforme a las reglas que señalara la ley respectiva.
- Ejercer el poder legislativo. Los miembros de la Junta de Gobierno tenían iniciativa de ley, en todas aquellas materias que constitucionalmente no eran de iniciativa exclusiva del presidente de la República.
- Dictar las leyes interpretativas de la Constitución que fueren necesarias.
- Aprobar o desechar los tratados internacionales, antes de la ratificación presidencial.
- Prestar su acuerdo al presidente de la República en los siguientes casos: 
  - Designar a los Comandantes en Jefe de las Fuerzas Armadas y al general director de Carabineros cuando fuere necesario reemplazarlos, por muerte, renuncia o cualquier clase de imposibilidad absoluta.
  - Designar al contralor general de la República.
  - Declarar la guerra.
  - Decidir si ha o no lugar a la admisión de las acusaciones que cualquier individuo particular presentare contra los ministros de Estado con motivo de los perjuicios que pueda haber sufrido injustamente por algún acto cometido por estos en el ejercicio de sus funciones.
  - Ausentarse del país por más de treinta días o en los últimos noventa días de su período.
- Prestar su acuerdo al presidente de la República, para decretar los estados de asamblea y de sitio, en su caso.
- Permitir la entrada de tropas extranjeras en el territorio de la República, como asimismo, autorizar la salida de tropas nacionales fuera de él.
- Conocer de las contiendas de competencia que se susciten entre las autoridades políticas o administrativas y los tribunales superiores de justicia.
- Otorgar la rehabilitación de la ciudadanía, por condena a pena aflictiva.
- Declarar en el caso de que el presidente de la República o los comandantes en jefe de las Fuerzas Armadas y el general director de Carabineros hicieren dimisión de su cargo, si los motivos que la originan son o no fundados y, en consecuencia, admitirla o desecharla.
- Las demás que le otorgan otras disposiciones transitorias de la Constitución.

La Junta de Gobierno ejercía mediante leyes las potestades constituyente y legislativa. Estas leyes debían llevar la firma de los miembros de la Junta y del presidente de la República en señal de promulgación. Una ley complementaria establecía los órganos de trabajo y los procedimientos de que se valía la Junta, para ejercer las aludidas potestades.

## Integrantes de la Junta Militar de Gobierno
| Institución  | Nombre               | Inicio                   | Final                   |
| ------------ | -------------------- | ------------------------ | ----------------------- |
| Ejército     | Augusto Pinochet     | 11 de septiembre de 1973 | 11 de marzo de 1981     |
| Ejército     | César Benavides      | 11 de marzo de 1981      | 1 de diciembre de 1985  |
| Ejército     | Julio Canessa Robert | 1 de diciembre de 1985   | 1 de enero de 1987      |
| Ejército     | Humberto Gordon      | 1 de enero de 1987       | 30 de noviembre de 1988 |
| Ejército     | Santiago Sinclair    | 30 de noviembre de 1988  | 2 de enero de 1990      |
| Ejército     | Jorge Lucar          | 2 de enero de 1990       | 11 de marzo de 1990     |
| Armada       | José Toribio Merino  | 11 de septiembre de 1973 | 8 de marzo de 1990      |
| Armada       | Jorge Martínez Busch | 8 de marzo de 1990       | 11 de marzo de 1990     |
| Fuerza Aérea | Gustavo Leigh        | 11 de septiembre de 1973 | 24 de julio de 1978     |
| Fuerza Aérea | Fernando Matthei     | 24 de julio de 1978      | 11 de marzo de 1990     |
| Carabineros  | César Mendoza        | 11 de septiembre de 1973 | 2 de agosto de 1985     |
| Carabineros  | Rodolfo Stange       | 2 de agosto de 1985      | 11 de marzo de 1990     |

## Integrantes de las Comisiones Legislativas

### 1976-1981

#### I Comisión Legislativa
| Integrante                       | Período                                       |
| -------------------------------- | --------------------------------------------- |
| Rodolfo Vío Valdivieso           | 4 de enero de 1976 - 30 de marzo de 1981      |
| Lorenzo Gotuzzo Borlando         | 4 de enero de 1976 - 2 de marzo de 1979       |
| Sergio Rillón Romani             | 4 de enero de 1976 - 16 de mayo de 1977       |
| Marcos Ortiz Gutmann             | 4 de enero de 1976 - 30 de marzo de 1981      |
| Críspulo Escalona Fermandois     | 4 de enero de 1976 - 30 de marzo de 1981      |
| Humberto Llanos Morales          | 4 de enero de 1976 - 10 de mayo de 1976       |
| Rafael Pérez Díaz                | 4 de enero de 1976 - 30 de marzo de 1981      |
| Hernando Morales Ríos            | 4 de enero de 1976 - 30 de marzo de 1981      |
| Jorge Tapia Caballero            | 10 de mayo de 1976 - 30 de marzo de 1981      |
| Peter de la Mare Padilla         | 10 de mayo de 1976 - 30 de marzo de 1981      |
| María Isabel Cavada Covacich     | 12 de agosto de 1976 - 30 de marzo de 1981    |
| Gregorio Amunátegui Prá          | 16 de agosto de 1976 - 30 de marzo de 1981    |
| Andrés Peñafiel Illanes          | 16 de agosto de 1976 - 4 de octubre de 1979   |
| Sergio Molina Marín              | 16 de agosto de 1976 - 30 de marzo de 1981    |
| César Naranjo Queglia            | 16 de agosto de 1976 - 30 de marzo de 1981    |
| Francisco Orrego Vicuña          | 16 de agosto de 1976 - 30 de marzo de 1981    |
| Jerónimo Pérez Zañartu           | 16 de agosto de 1976 - 30 de marzo de 1981    |
| Emilio Sanfuentes Vergara        | 16 de agosto de 1976 - 4 de octubre de 1979   |
| Fernando Muñoz Bartin            | 16 de agosto de 1976 - 1 de abril de 1977     |
| Gaspar Lueje Vargas              | 22 de octubre de 1976 - 30 de marzo de 1981   |
| Rafael Gutiérrez Asenjo          | 29 de octubre de 1976 - 30 de marzo de 1981   |
| José Garrido Rojas               | 23 de diciembre de 1976 - 30 de marzo de 1981 |
| Jorge Iván Hübner Gallo          | 12 de enero de 1977 - 30 de marzo de 1981     |
| Aldo Montagna Bargetto           | 16 de febrero de 1977 - 30 de marzo de 1981   |
| Mario Alejandro Sepúlveda Mattus | 17 de enero de 1977 - 30 de enero de 1978     |
| Carlos Besa Lyon                 | 19 de mayo de 1977 - 30 de marzo de 1981      |
| Hernán Errázuriz Talavera        | 30 de mayo de 1977 - 30 de marzo de 1981      |
| Rafael González Rees             | 30 de enero de 1978 - 30 de marzo de 1981     |
| Ronald Mc-Intyre Mendoza         | 10 de marzo de 1978 - 30 de marzo de 1981     |
| Germán Toledo Lazcano            | 1 de marzo de 1979 - 30 de marzo de 1981      |
| Walter Radic Prado               | 19 de abril de 1979 - 30 de marzo de 1981     |
| José Antonio Urrutia Aninat      | 1 de octubre de 1979 - 30 de marzo de 1981    |

#### II Comisión Legislativa
| Integrante                   | Período                                       |
| ---------------------------- | --------------------------------------------- |
| Hernán Chávez Sotomayor      | 4 de enero de 1976 - 30 de marzo de 1981      |
| Gustavo Alessandri Valdés    | 4 de enero de 1976 - 30 de marzo de 1981      |
| Fernando Maturana Erbetta    | 4 de enero de 1976 - 30 de marzo de 1981      |
| Jorge Ovalle Quiroz          | 4 de enero de 1976 - 30 de marzo de 1981      |
| Ernesto Pinto Lagarrigue     | 4 de enero de 1976 - 18 de octubre de 1976    |
| Julio Salas Romo             | 4 de enero de 1976 - 30 de marzo de 1981      |
| William Thayer Arteaga       | 4 de enero de 1976 - 30 de marzo de 1981      |
| Rodemil Torres Vásquez       | 4 de enero de 1976 - 30 de marzo de 1981      |
| Sergio Figueroa Gutiérrez    | 10 de mayo de 1976 - 30 de marzo de 1981      |
| Julio Tapia Falk             | 11 de junio de 1976 - 30 de marzo de 1981     |
| José Manuel Ovalle Undurraga | 17 de noviembre de 1976 - 30 de marzo de 1981 |

#### III Comisión Legislativa
| Integrante                             | Período                                                                               |
| -------------------------------------- | ------------------------------------------------------------------------------------- |
| Néstor Barba Valdés                    | 4 de enero de 1976 - 30 de marzo de 1981                                              |
| Jorge Hernán Veloso Bastías            | 4 de enero de 1976 - 30 de marzo de 1981                                              |
| Jorge Abud Cuevas                      | 4 de enero de 1976 - 30 de marzo de 1981                                              |
| Samuel Matus Matzke                    | 4 de enero de 1976 - 30 de marzo de 1981                                              |
| Agustín Venegas Alhucema               | 4 de enero de 1976 - 30 de marzo de 1981                                              |
| Vivian Bullemore Gallardo              | 4 de enero de 1976 - 30 de marzo de 1981                                              |
| Manuel Bulnes Cerda                    | 4 de enero de 1976 - 30 de marzo de 1981                                              |
| Ximena Gutiérrez Rosa                  | 4 de enero de 1976 - 30 de marzo de 1981                                              |
| Jorge Lasserre La Fontaine             | 4 de enero de 1976 - 30 de marzo de 1981                                              |
| Carlos Sergio Loyola Opazo             | 4 de enero de 1976 - 23 de diciembre de 1976 8 de abril de 1980 - 30 de marzo de 1981 |
| Diego Enrique Miranda Becerra          | 10 de mayo de 1976 - 30 de marzo de 1981                                              |
| Luis Vicente Ricci Loyola              | 10 de mayo de 1976 - 30 de marzo de 1981                                              |
| Jorge Guillermo Rosas Morales          | 10 de mayo de 1976 - 16 de febrero de 1977                                            |
| Orlando José Gabriel Valenzuela Duarte | 10 de mayo de 1976 - 30 de marzo de 1981                                              |
| José Bravo Timossi                     | 2 de diciembre de 1976 - 30 de marzo de 1981                                          |
| Humberto Boldrini Díaz                 | 23 de diciembre de 1976 - 8 de abril de 1980                                          |
| Jaime Gustavo López Abarca             | 16 de febrero de 1977 - 30 de marzo de 1981                                           |

### 1981-1990

#### Primera Comisión Legislativa
A cargo de la Armada: Constitución, Economía, Fomento y Reconstrucción, Hacienda y Minería.
| Integrante                           | Período                                      |
| ------------------------------------ | -------------------------------------------- |
| José Toribio Merino Castro           | 1 de abril de 1981 - 8 de marzo de 1990      |
| Aldo Montagna Bargetto               | 1 de abril de 1981 - ?                       |
| Germán Toledo Lazcano                | 1 de abril de 1981 - ?                       |
| Hernando Morales Ríos                | 1 de abril de 1981 - ?                       |
| Jorge Beytía Valenzuela              | 1 de abril de 1981 - ?                       |
| Raúl Zamorano Triviño                | 1 de abril de 1981 - 23 de enero de 1983     |
| Hernán Olivari Grondona              | 1 de abril de 1981 - ?                       |
| Gregorio Amunátegui Prá              | 1 de abril de 1981 - ?                       |
| Jorge Iván Hübner Gallo              | 1 de abril de 1981 - ?                       |
| Eduardo Riesco Salvo                 | 1 de abril de 1981 - ?                       |
| Walter Riesco Salvo                  | 1 de abril de 1981 - ?                       |
| Samuel Lira Ovalle                   | 1 de abril de 1981 - 30 de agosto de 1982    |
| Sergio Molina Marín                  | 1 de abril de 1981 - ?                       |
| Salvador Gutiérrez Asenjo            | 1 de abril de 1981 - ?                       |
| Gustavo Cuevas Farren                | 1 de abril de 1981 - ?                       |
| Iván Kipreos Hernández               | 1 de abril de 1981 - 22 de diciembre de 1982 |
| Gaspar Lueje Vargas                  | 1 de abril de 1981 - ?                       |
| César Berguño Benavente (secretario) | 1 de abril de 1981 - ?                       |
| Francisco Ghisolfo Araya             | 22 de diciembre de 1981 - ?                  |
| Rigoberto Cruz Johnson               | 16 de septiembre de 1982 - ?                 |
| Alberto Casal Ibaceta                | 1 de marzo de 1983 - ?                       |
| Roberto de Bonnafos Gándara          | 1 de junio de 1983 - ?                       |

#### Segunda Comisión Legislativa
A cargo de la Fuerza Aérea: Educación, Justicia, Trabajo y Previsión Social y Salud.
| Integrante                          | Período                |
| ----------------------------------- | ---------------------- |
| Fernando Matthei Aubel              |                        |
| Enrique Montero Marx                |                        |
| Ramón Vega Hidalgo                  |                        |
| Vicente Armando Rodríguez Bustos    |                        |
| Sergio de la Cuadra Fabres          |                        |
| Jorge Desormeaux Jiménez            |                        |
| Fernando Schott Schenck             |                        |
| Carlos Desgroux Camus               |                        |
| Michael Fuchslocher Schleyer        |                        |
| Francisco Quesney Langlois          |                        |
| María Argentina Fernández Fernández |                        |
| Rolf Lüders Schwarzenberg           |                        |
| José Manuel Ovalle Undurraga        |                        |
| Eugenio Heiremans Despouy           |                        |
| Jaime Illanes Edwards               |                        |
| Carlos Cruz-Coke Ossa               |                        |
| Miguel González Saavedra            |                        |
| Alberto Arturo Varela Altamirano    |                        |
| Jorge Cauas Lama                    |                        |
| Ricardo Ventura-Juncá Tobar         |                        |
| Hernán Chávez Sotomayor             |                        |
| Ramón Suárez González               |                        |
| Javier Lopetegui Torres             |                        |
| Héctor Espinoza Caldera             | 1 de enero de 1986 - ? |
| Hugo Estivales Sánchez              | 28 de mayo de 1986 - ? |

#### Tercera Comisión Legislativa
A cargo de Carabineros: Agricultura, Obras Públicas, Bienes Nacionales y Vivienda y Urbanismo.
| Integrante                       | Período                                    |
| -------------------------------- | ------------------------------------------ |
| César Mendoza Durán              | 1 de abril de 1981 - 2 de agosto de 1985   |
| Jorge Retamal Berríos            | 1 de abril de 1981 - 1 de abril de 1982    |
| Jorge Veloso Bastías             | 1 de abril de 1981 - 1 de abril de 1982    |
| Patricio Moya Bernal             | 1 de abril de 1981 - ?                     |
| Jorge Abud Cuevas                | 1 de abril de 1981 - ?                     |
| José Bravo Timossi               | 1 de abril de 1981 - ?                     |
| Vivian Bullemore Gallardo        | 1 de abril de 1981 - ?                     |
| Osvaldo Luco Echeverría          | 1 de abril de 1981 - ?                     |
| Samuel Matus Matzke              | 1 de abril de 1981 - ?                     |
| Manuel Urbina Escalante          | 1 de abril de 1981 - ?                     |
| Agustín Venegas Alhucema         | 1 de abril de 1981 - ?                     |
| Carlos Loyola Opazo (secretario) | 1 de abril de 1981 - ?                     |
| Patricio Figueroa Cruz           | 6 de agosto de 1981 - ?                    |
| Sergio Hernán Stone Valenzuela   | 21 de agosto de 1981 - ?                   |
| Roberto Lindeman García          | 16 de marzo de 1982 - ?                    |
| Edelberto Bohle Pröschle         | 16 de marzo de 1982 - 16 de agosto de 1985 |
| Jorge Eduardo Yáñez Villegas     | 19 de abril de 1983 - ?                    |
| Emilio Patricio Sajuria Alvear   | 4 de octubre de 1983 - ?                   |
| Jorge Portilla Carvajal          | 19 de marzo de 1984 - ?                    |

#### Cuarta Comisión Legislativa
A cargo del Ejército: Policía Interior, Relaciones Exteriores, Defensa Nacional y Transportes y Telecomunicaciones.
| Integrante                              | Período                                     |
| --------------------------------------- | ------------------------------------------- |
| César Raúl Benavides Escobar            | 1 de abril de 1981 - 2 de diciembre de 1985 |
| Hernán Reyes Santelices                 |                                             |
| Eleazar Vergara Rodríguez               |                                             |
| Enrique Ibarra Chamorro                 |                                             |
| René Erlbaum Thomas                     |                                             |
| Gustavo Basso Cancino                   |                                             |
| Rafael Villarroel Carmona               | 1 de abril de 1982 - ?                      |
| Washington García Escobar               | 1 de abril de 1982 - ?                      |
| Máximo Silva Bafalluy                   |                                             |
| Sergio Gutiérrez Olivos                 | 1 de junio de 1981 - 1 de abril de 1982     |
| Mario Arnello Romo                      | 1 de junio de 1981 - ?                      |
| Julio Zenteno Vargas                    | 6 de abril de 1981 - ?                      |
| Patricio Uslar Vargas (secretario)      | 1 de abril de 1981 - ?                      |
| Manuel Valdés Valdés                    | 1 de abril de 1981 - 1 de abril de 1982     |
| Luis Augusto Schuster Cortés            | 1 de abril de 1981 - 16 de abril de 1983    |
| Hernán Ríos de Marimón                  | 1 de abril de 1981 - ?                      |
| Sara Navas Bustamante                   | 1 de abril de 1981 - ?                      |
| Alfonso Márquez de la Plata Yrarrázaval | 1 de abril de 1981 - 10 de agosto de 1983   |
| Sergio Guzmán Reyes                     | 1 de abril de 1981 - 1 de abril de 1982     |
| Sergio Gaete Rojas                      | 1 de abril de 1981 - ?                      |
| Vasco Costa Ramírez                     | 1 de abril de 1981 - ?                      |
| Hugo Araneda Dörr                       | 1 de abril de 1981 - ?                      |
| Herman Chadwick Piñera                  |                                             |
| Hermógenes Pérez de Arce Ibieta         |                                             |
| Cristián Larroulet Vignau               |                                             |
| Sergio Fernández Fernández              |                                             |

Fuente: Anales de la República.